# دونالد ر. بيرس
دونالد ر. بيرس (بالإنجليزية: Donald R. Pierce)‏ هو فارس أمريكي، ولد في 13 أبريل 1937 في Clebit, Oklahoma ‏ في الولايات المتحدة.